# Taxodium distichum
Taxodium distichum là một loài thực vật hạt trần (conifer) rụng lá trong chi Bụt mọc (Taxodium), họ Hoàng đàn (Cupressaceae). Loài này được L. Rich. mô tả khoa học đầu tiên năm 1810 . Chúng phát triển trong vùng đất ngập nước (quanh năm hoặc theo mùa), có nguồn gốc từ vùng đông nam nước Mỹ. 

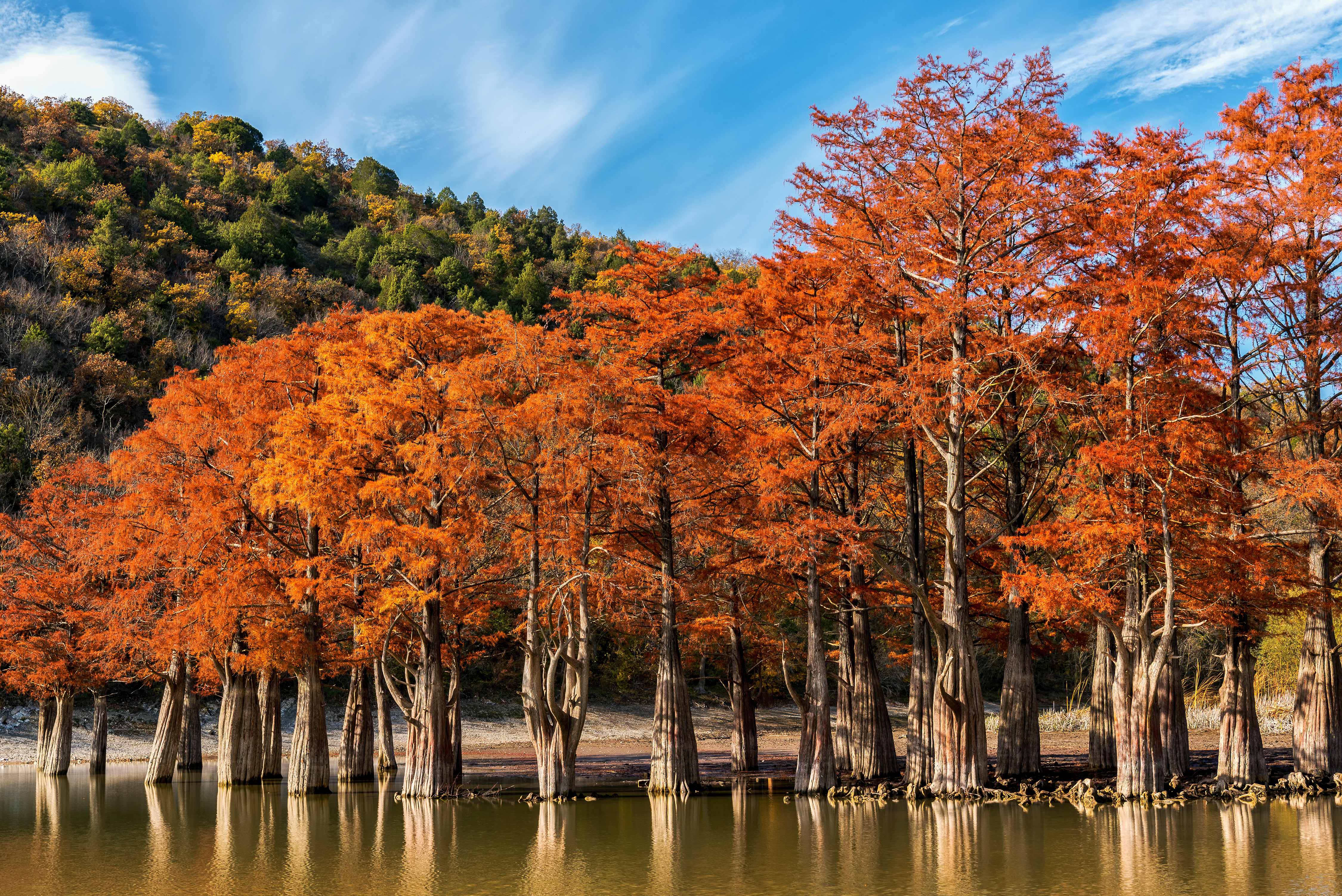
trong vùng đất ngập nước ở huyện Anapsky, Nga
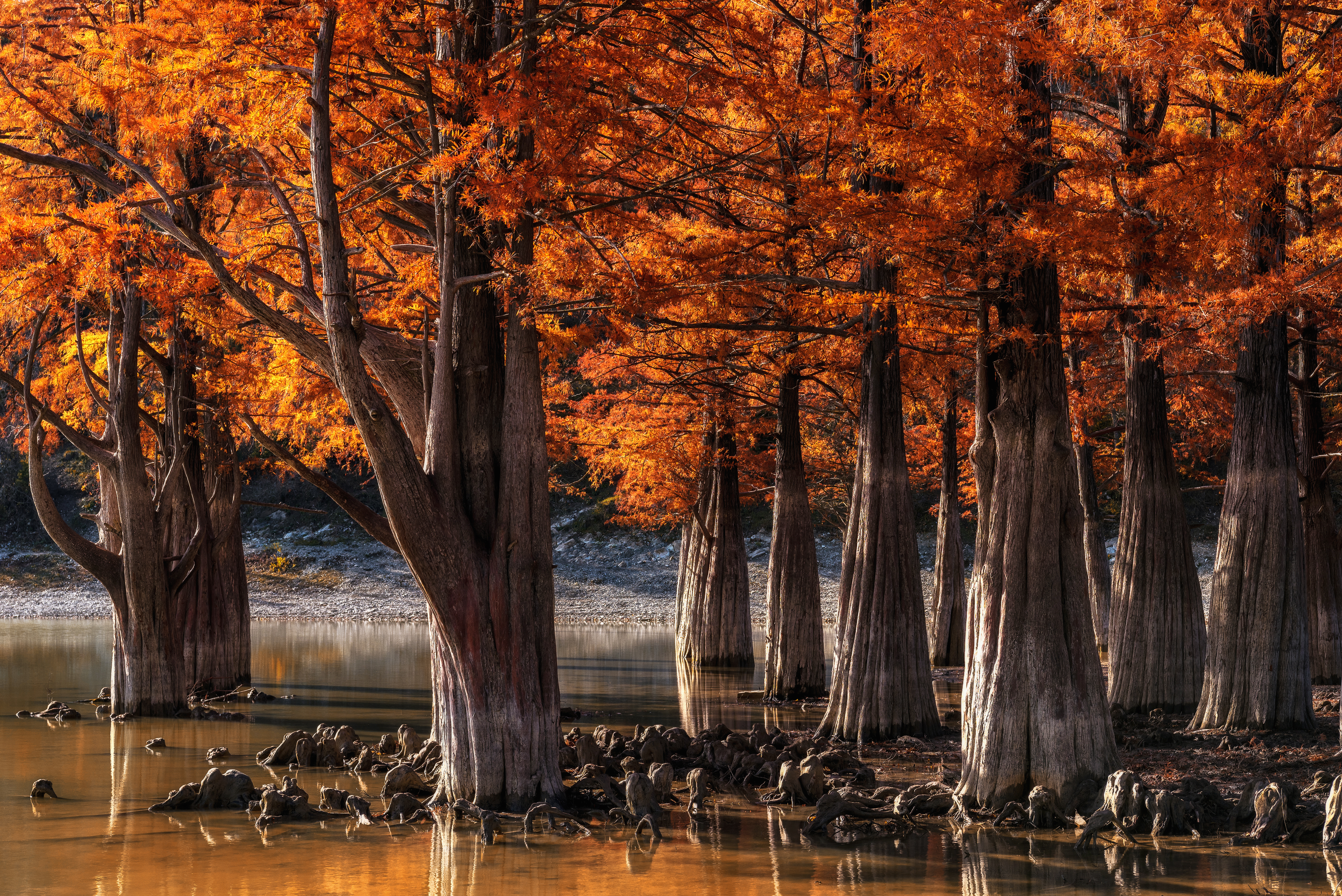
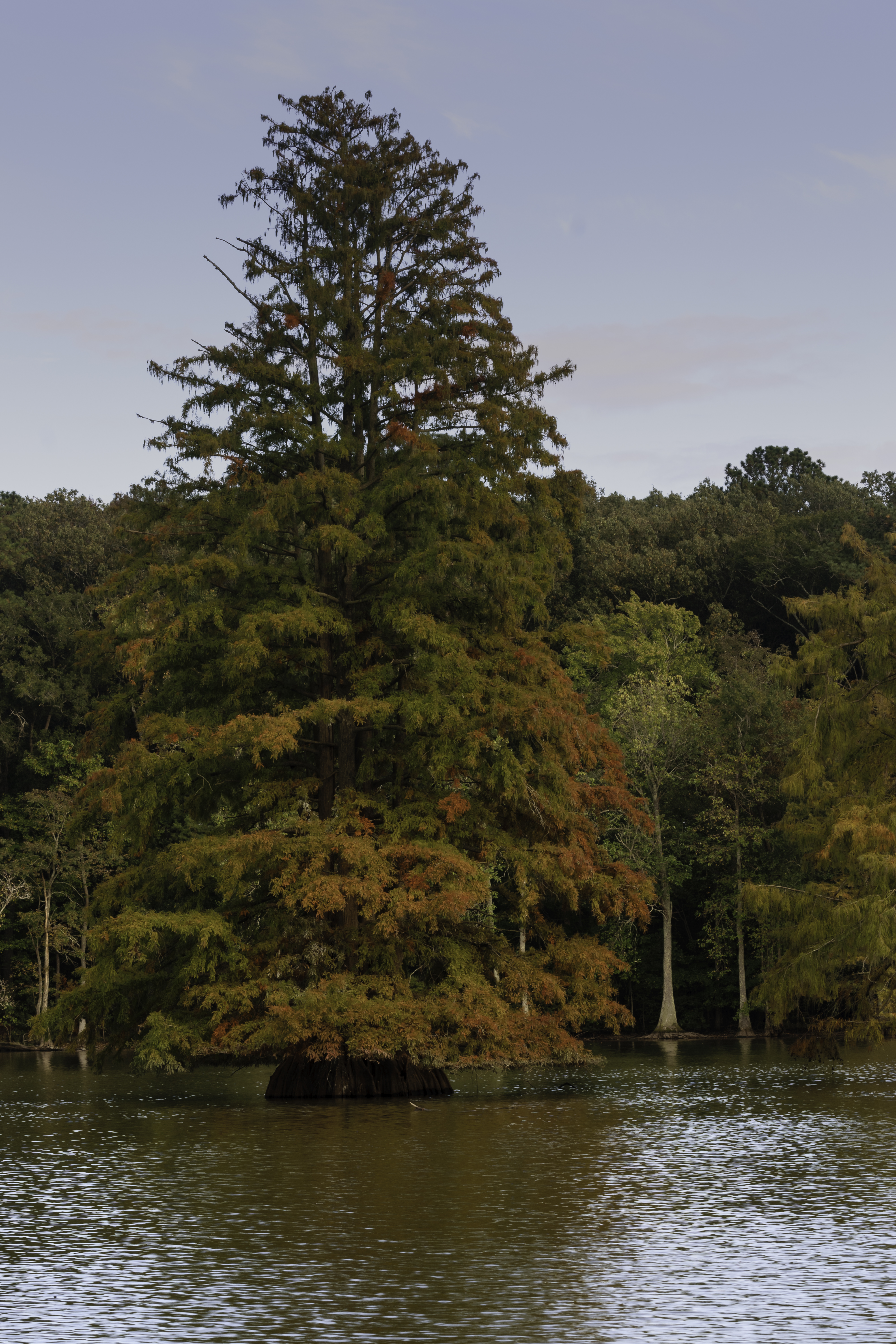
Khu vực tự nhiên hồ Stumpy, Virginia Beach, VA
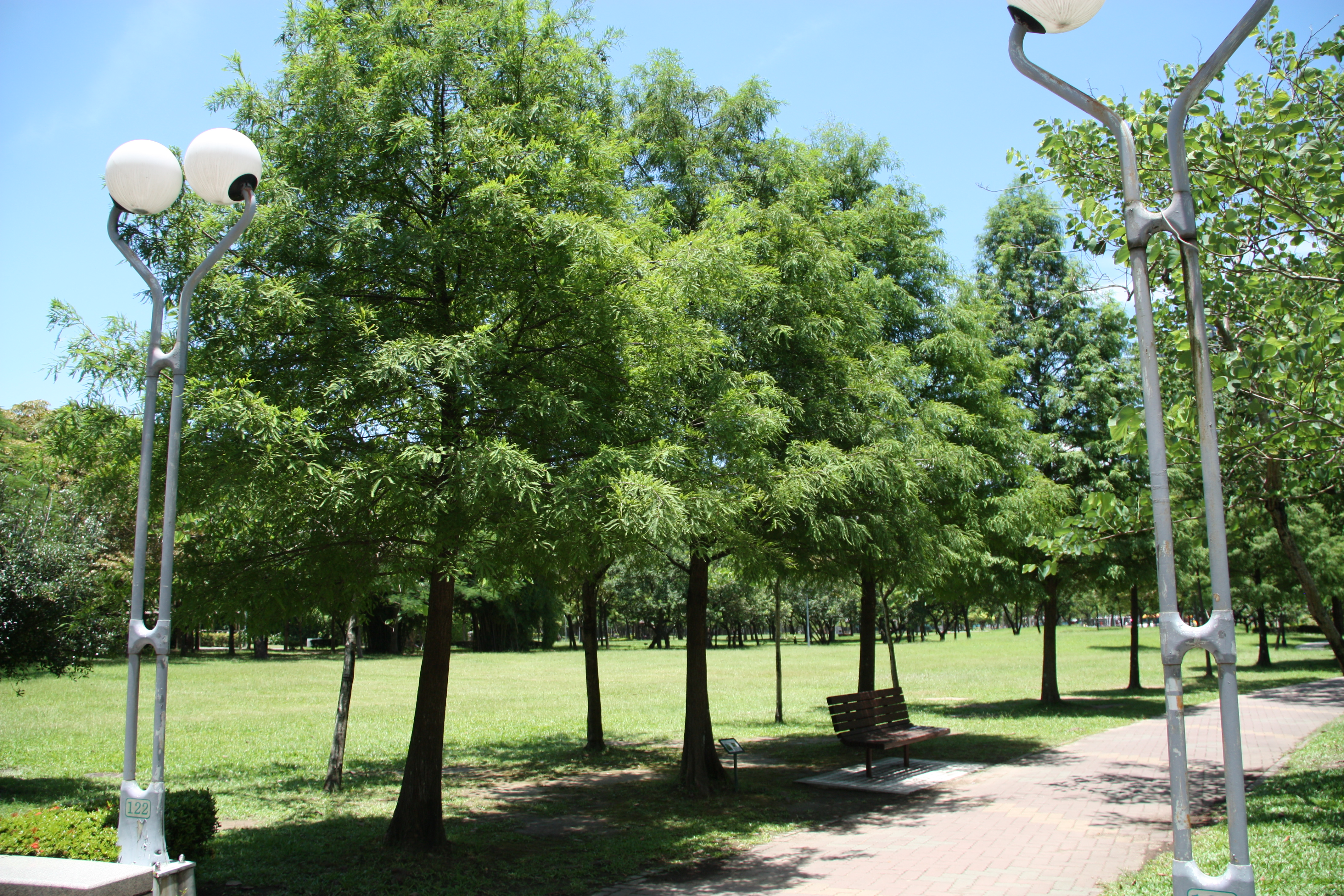
được trồng tại Đái Loan
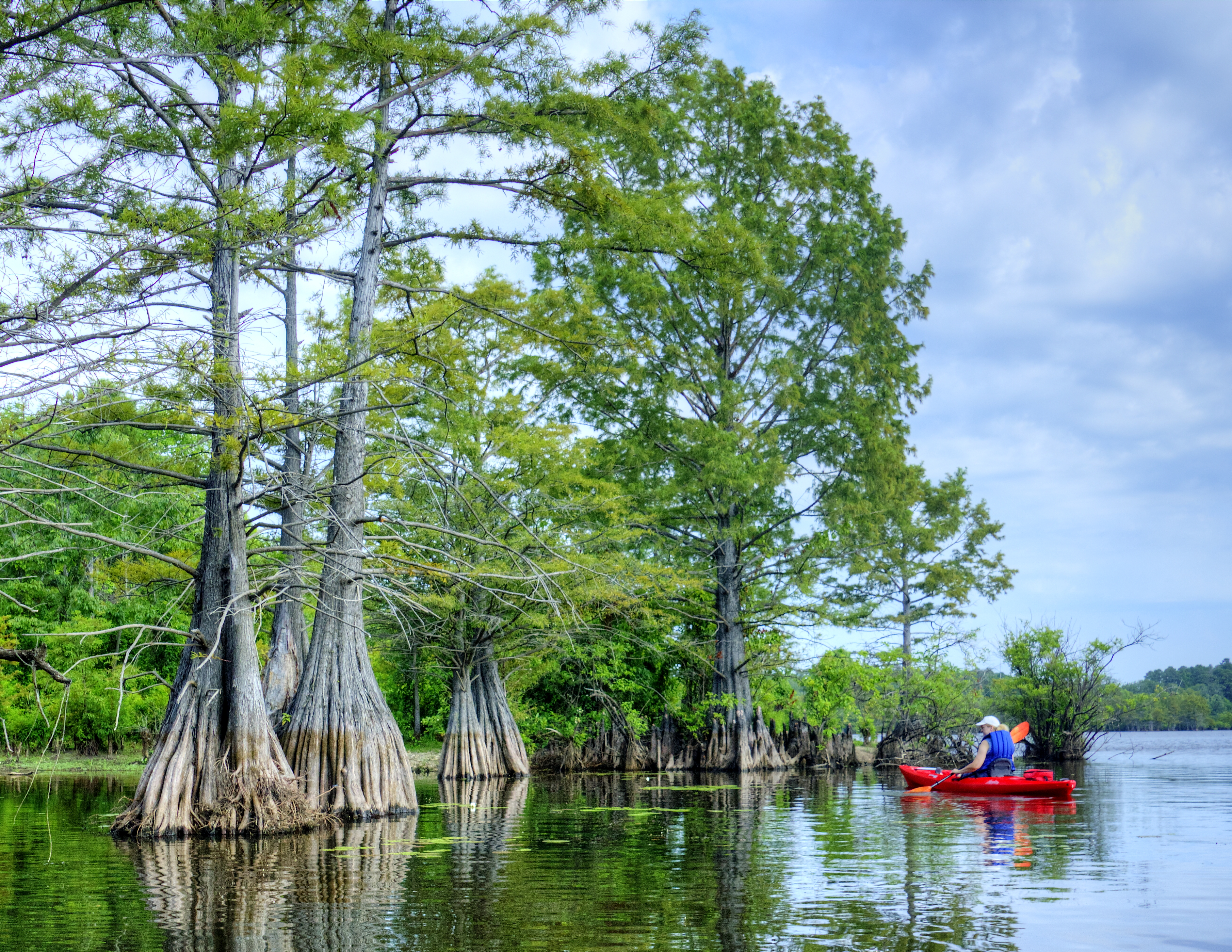